# برايان جونستون
برايان جونستون (بالإنجليزية: Brian Johnston)‏ هو لاعب كرة قدم أمريكية أمريكي، ولد في 2 مايو 1986 في سان دييغو في الولايات المتحدة.

## وصلات خارجية
- برايان جونستون على موقع مرجع كرة القدم المحترفة.كوم (الإنجليزية)